# Ardeshir Zahedí
Ardeshir Zahedí (persa: اردشیر زاهدی ), GCVO, (Teherán, 16 de octubre de 1928-Montreux,18 de noviembre de 2021) fue un diplomático iraní. Sirvió como ministro de Asuntos Exteriores y fue embajador en Estados Unidos y en el Reino Unido durante los 60s y 70s.

## Primeros años
Nacido en Teherán el 16 de octubre de 1928, siendo hijo del general Fazlollah Zahedí, quien se desempeñó como primer ministro después de la caída de Mohammad Mosaddeq, y de su esposa, Khadija ul-Mulk. Zahedí realizó un grado en agricultura en la Universidad Estatal de Utah en 1950, donde fue miembro de Kappa Sigma. El 11 de octubre de 1957, contrajo matrimonio en el Palacio de Golestán, siendo su primer marido, con la hija mayor del último sah de Irán, la princesa Shahnaz Pahlaví; el matrimonio terminó en divorcio en 1964 y tuvieron una hija, la princesa Zahra Mahnaz Zahedí (Teherán, 2 de diciembre de 1958), titulada «Vala Goharí».

## Vida política
Zahedí se convirtió en embajador en los Estados Unidos desde 1973 hasta la Revolución iraní, que llegó a su clímax en enero de 1979. Durante su segunda estancia en Washington D. C., se ganó reputación de extravagante. A mediados de la década de 1970, Zahedí fue conocido como amigo de la estrella de cine estadounidense Elizabeth Taylor, como bien puso de manifiesto la escritora Barbara Howar. Durante el año 1977, se produjo el asedio Hanafí de un edificio federal en Washington D. C. Zahedí, junto con otros dos embajadores de países musulmanes, fueron capaces de convencer a los tomadores de rehenes de la rendición y la liberación de 149 de ellos.
En el transcurso de 1978, se informó en algunos círculos que Zahedí instó al Sah a apaciguar a los manifestantes tomando chivos expiatorios de entre varios funcionarios de alto rango, entre ellos Amir Abbás Hoveydá (entonces primer ministro) y el director de SAVAK, Nematollah Nasirí. Cuando el Sah huyó de Irán en 1979, Zahedí seguía sirviendo como embajador en Washington, pero dimitió en cuanto Ruhollah Jomeini llegó al poder. Realizó fervientes intentos para garantizar el asilo político para el enfermo sah y la familia imperial en Panamá, México, Marruecos y finalmente Egipto. Estuvo presente en el lecho de muerte del sah y en el posterior funeral en El Cairo, en 1980.

## Últimos años
Zahedí está retirado y vive en Montreux, Suiza. Recibió doctorados honorarios en Leyes y Humanidades por la Universidad Estatal de Utah, de la Universidad del Este de Texas, la Universidad Estatal de Kent, la Universidad de San Luis, la  Universidad de Texas, la Universidad Estatal de Montana, el Washington College, Westminster College, la Universidad de Harvard, Universidad Chung-Ang de Seúl, y la Facultad de Ciencias Políticas y Sociales de Lima, en Perú. En diciembre de 1976, en una ceremonia que tuvo lugar en Washington D. C., Zahedí fue distinguido como Hombre del Año del Premio de la Fraternidad Kappa Sigma. En 2002, lo incorporaron en el Hall de Honor de Alumnos de la Universidad Estatal de Utah, en concreto en la Facultad de Agricultura. Recibió numerosos premios y honores de las naciones de todo el mundo por sus servicios humanitarios y participación en los asuntos internacionales.
En una entrevista en mayo de 2006, Zahedí expresó su apoyo al programa nuclear iraní, afirmándolo como un «derecho inalienable de Irán», en el marco del Tratado de No Proliferación Nuclear (TNP). Le dijo a La Voz de América que los EE. UU. aprobaron la aportación de 50 mil millones de dólares al programa nuclear de Irán en la década de 1970. Dos documentos, en particular, de fechas 22 de abril de 1975 y 20 de abril de 1976, muestran que los Estados Unidos e Irán mantuvieron negociaciones sobre un programa nuclear, y los EE. UU. estaban dispuestos a ayudar a Irán mediante el enriquecimiento a través del uranio y las instalaciones de reprocesamiento de combustible.

## Distinciones honoríficas
Nacionales
- Caballero de primera clase de la Orden de Homayoun.[2]

Extranjeras
- Caballero gran cruz de honor de la Real Orden Victoriana [GCVO] (Reino Unido).[2]
- Caballero gran comendador de la Orden de la Lealtad a la Corona del Reino [S.S.M.] (Reino de Malasia, 1968).[3]